# جورج إتش. ويتني
جورج إتش. ويتني هو سياسي أمريكي، ولد في 19 أغسطس 1863 في Stockbridge, Massachusetts ‏ في الولايات المتحدة، وتوفي في 22 أبريل 1928 بسبب نوبة قلبية. نشط حزبياً في الحزب الجمهوري. وقد انتخب عضو جمعية ولاية نيويورك ‏ وانتخب عضو مجلس ولاية نيويورك ‏.